# Schizaspidia sitarami
Schizaspidia sitarami (лат.) — вид паразитических наездников рода Schizaspidia из семейства Eucharitidae.

## Распространение
Встречаются в Индии: Керала.

## Описание
Мелкие хальцидоидные наездники, длина около 4 мм. Основная окраска чёрная с зеленоватым отблеском и желтовато-коричневатыми отметинами на ногах. Отличается от всех других видов Schizaspidia следующими признаками: скутеллюм с очень крупными и широкими отростками в виде вилки; мезоплеврон спереди с более или менее гладкой областью; поперечная тёмная полоса на передних крыльях отсутствует. Предположительно как и другие близкие виды паразитоиды личинок и куколок муравьев (Formicidae).
Вид был впервые описан в 1985 году индийским гименоптерологом Текке Куруппате Нарендраном (1944—2013; Калькуттский университет, Индия) вместе с Schizaspidia brevifuniculata и Schizaspidia malabarica. Сходен с Schizaspidia andamanensis.